# David Sloane Stanley
Pour les articles homonymes, voir Stanley.
David Sloane Stanley (1828-1902) est un général américain qui participa à la guerre de Sécession dans les rangs de l'armée nordiste, avant de s'illustrer dans plusieurs expéditions militaires lors de la conquête de l'Ouest, en particulier l'expédition de la rivière Yellowstone.

## Biographie
David Sloane Stanley est né à Cedar Valley, dans le comté de Wayne (Ohio). Diplômé de l'Académie militaire de West Point en 1852, il commence sa carrière dans l'Ouest, pour étudier les tracés d'éventuelles lignes de chemin de fer.
Pendant la guerre de Sécession, il fut principalement combattant dans l'Ouest, et a participé à de nombreuses batailles importantes, à Corinthe et Chickamauga. Il commande le IV Corps d'armée lors de la bataille de Franklin. En 1864, il a combattu sous les ordres du général William Tecumseh Sherman, pendant la campagne d'Atlanta puis a été nommé au commandement des corps d'armée du Cumberland. Après la capture de la ville d'Atlanta, William Tecumseh Sherman a expédié Stanley avec ses troupes dans le Tennessee pour protéger cet état contre l'invasion éventuelle de l'Armée confédérée. En remerciement de ses services, le congrès lui a décerné la Medal of Honor le 29 mars 1893, un an après qu'il eut pris sa retraite.
Après la guerre de Sécession, il a dirigé en 1873 l'expédition de la rivière Yellowstone, qu'il décrit dans une lettre à sa femme comme le plus terrible de ses étés, avec à ses côtés un autre général originaire de l'Ohio, George Armstrong Custer. Il a fini sa carrière militaire dans le Texas en 1879 puis dans le Nouveau-Mexique en 1882.